# Ernst-Barlach-Haus

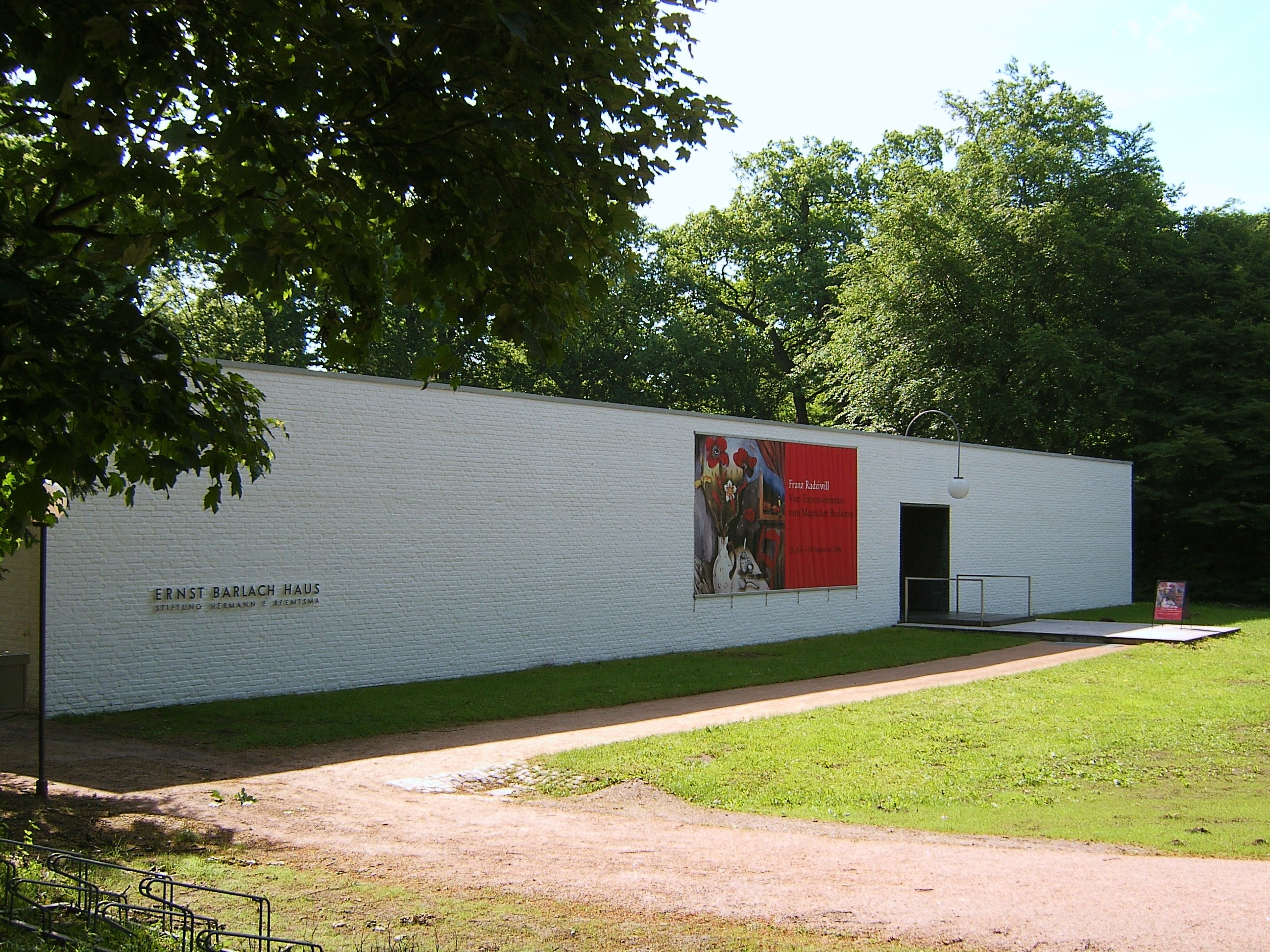
Ernst-Barlach-Haus, im Juni 2006

Das Ernst Barlach Haus - Stiftung Hermann F. Reemtsma ist ein im Hamburger Jenischpark gelegenes Kunstmuseum, das dem expressionistischen Künstler Ernst Barlach und seinen Werken gewidmet ist und daneben auch wechselnde Ausstellungen präsentiert. Stifter des Hauses ist der Industrielle Hermann F. Reemtsma.

## Entstehung des Museums

### Ursprünge der Sammlung

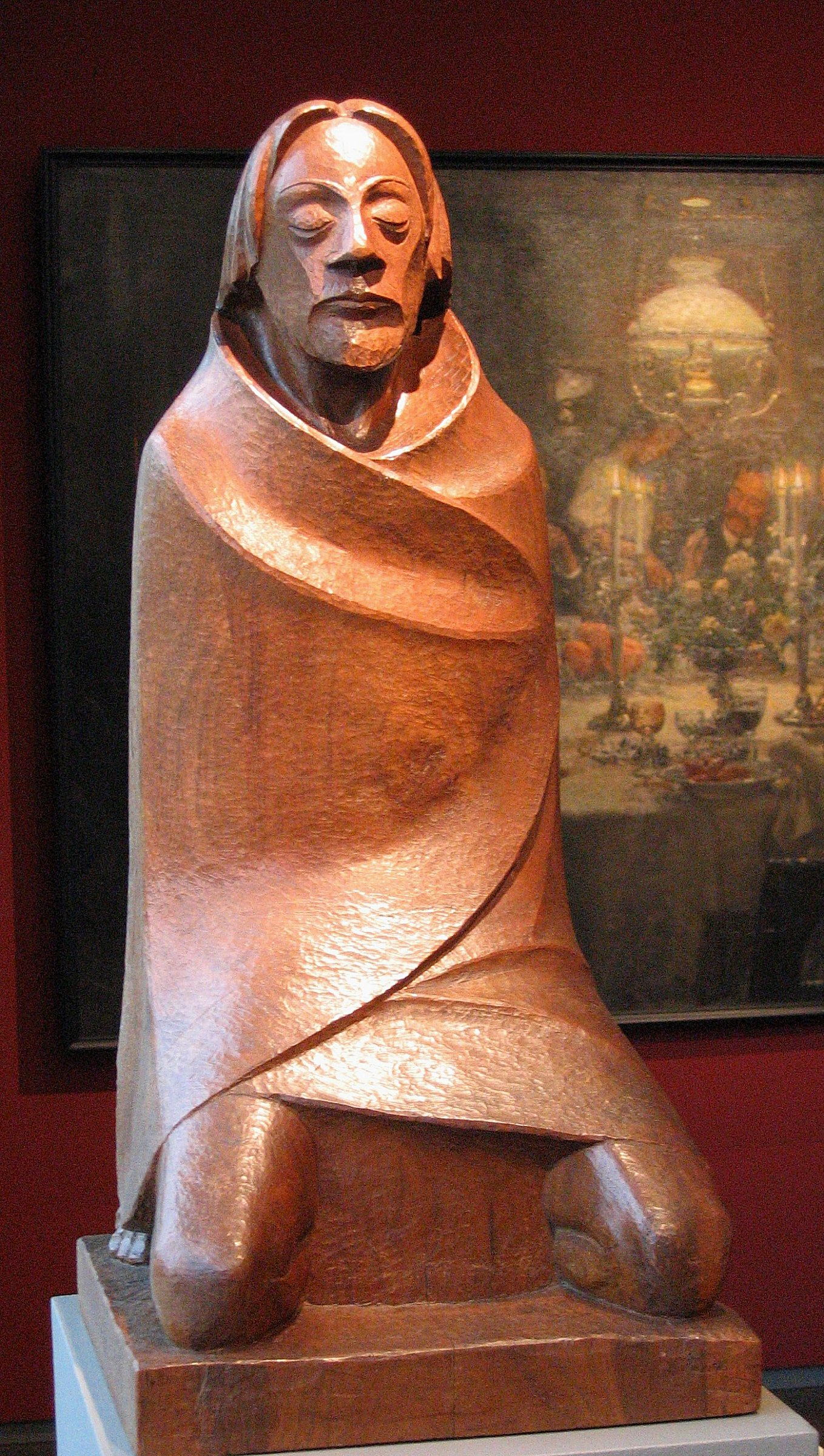
Skulptur von Ernst Barlach: Der Asket (Foto: 2006)

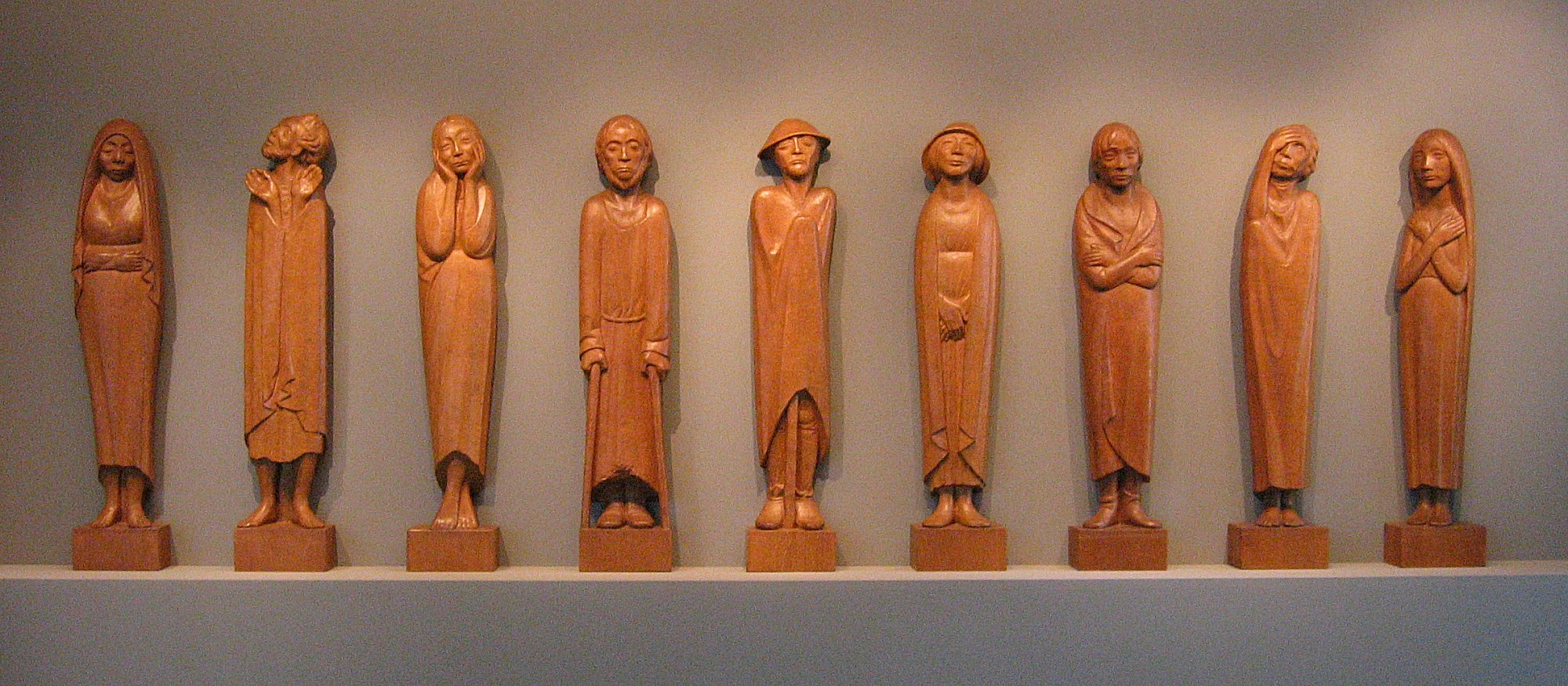
Skulptur von Ernst Barlach: Fries der Lauschenden

Reemtsma besuchte 1934 unter Vermittlung Hugo Körtzingers den vielseitig begabten Zeichner, Grafiker, Bildhauer und dramatischen Autoren Ernst Barlach in dessen Atelierräumen in Güstrow. Er begann danach, eine Sammlung mit dessen Werken aufzubauen und verstand es, diese vor den Folgen der Klassifizierung als Entartete Kunst durch das NS-Regime zu bewahren: Barlachs Ehrenmale in der Kieler Heiliggeistkirche und im Güstrower Dom waren 1937 zersägt und eingeschmolzen und 381 seiner Werke einschließlich Grafiken beschlagnahmt worden, Barlach selbst erhielt ein Ausstellungs- und Arbeitsverbot. In den 1950er Jahren gründete Reemtsma die nach ihm benannte Kunststiftung, um die Werke bewahrt zu wissen und der Öffentlichkeit zugänglich zu machen. Reemtsma begann seine Sammlung mit der Nussholz-Skulptur von 1925 Der Asket und erteilte Barlach den Auftrag, den Fries der Lauschenden zu vollenden. Im Todesjahr von Barlach, im Jahr 1938, hatte Reemtsma 20 Skulpturen und rund 100 Zeichnungen erworben.

### Gebäude
Kurz vor seinem Tod im Jahr 1961 gab Reemtsma den Auftrag zur Errichtung des Ernst Barlach Hauses als Ausstellungsort für Barlachs Werke. Der flache funktionalistische Museumsbau wurde ab 1961 von dem Hamburger Architekten Werner Kallmorgen errichtet, 1962 nach dem Tod des Stifters fertiggestellt und im Oktober 1962 eröffnet. Die hellen Ausstellungsräume sind um einen Innenhof gruppiert, in dem Barlachs Bronzeskulpturen aufgestellt sind. Erster Kurator war Hugo Sieker. Im Jahr 1995/1996 wurde der Bau um einen weiteren Ausstellungsraum für die Präsentation von Wechselausstellungen erweitert und der Innenhof mit einem gewölbten Glasdach geschlossen. Die Hermann Reemtsma Stiftung leistet einen jährlichen Betriebskostenzuschuss für das Museum.

## Die Sammlung
Das Museum verfügt über 140 plastische Werke, darunter 30 Holzskulpturen sowie 400 Zeichnungen und einen nahezu vollständigen Bestand der druckgraphischen Blätter. Erwähnenswert ist auch die angeschlossene Bibliothek mit Literatur über Ernst Barlach und seine Zeit.

## Ausstellungen (Auswahl)
Die Wechselausstellungen werden sowohl in eigenen Räumen als auch in den Räumen der Sammlung Barlach präsentiert.
- 2007: Buddha und Barlach – Fotografien von Kobin Yukawa und Der Bildhauer Ernst Barlach.
- 2009: Hans Arp – Figurinen – Werke aus der Fondazione Marguerite Arp, Locarno.
- 2010: Picasso. Der Stier und das Mädchen. – Meisterblätter aus der Sammlung Hegewisch.
- 2011: Karl Schmidt-Rottluff – Unbekannte Blätter aus einer Privatsammlung.
- 2012: Emil Nolde – Puppen, Masken und Idole.
- 2015: Land und Leute – Streifzüge durch eine Hamburger Privatsammlung.
- 2016–2017: George Grosz – Der große Zeitvertreib.
- 2019: Herzenssache – Wilhelm Busch malt.
- 2020: Ernst Barlach – Werden! Das ist die Losung! Szenen zum 150. Geburtstag von Ernst Barlach.
- 2020–2021: Kanzlers Kunst – Die Sammlung Helmut und Loki Schmidt; Katalog.
- 2021–2022: Von Dix bis Picasso - Die Sammlung Ernst-Joachim Sorst.
- 2023: Kerben und Kanten – Hermann Scherer. Ein Schweizer Expressionist.
- 2024/25: Elfriede Lohse-Wächtler. »Ich als Irrwisch«. Hommage zum 125. Geburtstag.
- 2025: Prachtstücke. Paul Kleinschmidt. Malerei 1922–1939.